# Château de Morialmé
 (décembre 2013).
Si vous disposez d'ouvrages ou d'articles de référence ou si vous connaissez des sites web de qualité traitant du thème abordé ici, merci de compléter l'article en donnant les références utiles à sa vérifiabilité et en les liant à la section « Notes et références ».
Le château de Morialmé est un château situé en Wallonie dans le village belge de Morialmé faisant partie de l'entité de Florennes.

## Histoire
Le château de Morialmé et sa ferme attenante ont été aménagés par le comte de Bryas en 1633. Les terres du seigneur s'étendaient alors sur 536 hectares.

## Le château
Le château est divisé en deux parties : la partie centrale qui a donc été édifiée par Charles de Bryas à fin du XVIIe siècle. Elle consiste en un important corps d'habitation formé par un long volume de dix travées, dont les deux niveaux en brique posent sur un soubassement biseauté en pierre alors que les deux ailes latérales de style classique ont été accolées en H aux extrémités du logis. La salle d'armes présente de remarquables décors stuqués représentant des trophées militaires ainsi que des motifs végétaux et floraux. Au centre du mur frontal auquel s'adosse la conciergerie, se trouve un porche monumental à la toiture de bulbe aplati. Sur le tympan, on retrouve les armes des comtes de Bryas en pierre de sable.
Le château et alentours ont été classés le 21 décembre 1979.
Ces bâtiments sont privés et ne se visitent pas.